# Пси који лају никада не гризу
Пси који лају никада не гризу (кор. 플란다스의 개) је јужнокорејскa комедија из 2000. коју је режираo Бонг Џун-хо у свом редитељском дебију. Корејски наслов филма је сатирично назван по роману из 1872. Пас из Фландрије, европској причи о кућним љубимцима која је веома популарна у деловима источне Азије.

## Радња
Ко Јун-ју, незапослени академик, живи у великом стамбеном комплексу са својом трудном супругом Јун-сил. Бори се да постане универзитетски професор и са својим затегнутим односом са Јун-сил. Трагајући за псом једног од својих комшија који гласно лаје, који га излуђује, проналази Ши Цуа без надзора. Покушава да баци пса са крова, али оклева и заустављен је када старица дође да тамо осуши ротквице. Уместо тога одводи пса у подрум и, пошто није могао да га окачи, закључава га у ормар.
Парк Хјун-нам, лења књиговођа и чувар стамбеног комплекса, жуди да буде позната као банкар коју су она и њен пријатељ Јон Јанг-ми видели на ТВ-у који је награђен за заустављање пљачке. Девојчица долази Хјун-наму са летцима које жели да окачи како би пронашла свог несталог пса, Ши Цу. Јун-ју наставља да чује лајање и види старицу са крова са њеним Мин Пин-ом, правим извором буке. На летку за несталог пса чита да није могао да лаје због операције грла. Схвативши своју грешку, ноћу одлази у подрум да ослободи пса из кабинета, али се крије када уђе домар. Јун-ју ужаснуто гледа како домар вади мртвог Ши Цуа и спрема се да га поједе.
Следећег дана, Јун-ју се пришуња старици и краде њеног пса. Хјун-нам је сведок како баца пса са крова. Видећи прилику да оствари свој сан о стицању славе, она јури Јун-јуа, никада не видећи његово лице, али пада у несвест када је ударе врата која се отварају и Јун-ју бежи. Старица долази код Хјун-нама са изгубљеним летцима за псе, а када јој Хјун-нам покаже тело Мин Пина, онесвести се од шока и бива хоспитализована. Хјун-нам тражи од домара да закопа Мин Пин, али чим она оде, он ископа тело и однесе га у подрум да направи гулаш. Када оде по зачине, бескућник који живи у подруму излази и проба храну домара. Домар се враћа и открива да му гулаша нема.
Док се Јун-џу бори да дође до новца да поткупи свој пут до професорског места, Јун-сил, која је изгубила посао, долази кући са пудлицом. Она показује више наклоности према псу, којем даје име Бејби, него свом мужу, и третира га као слугу. Док је у парку, Јун-ју постаје ометена и губи Бејби. Када га Јун-сил прекори што је изгубио пса, он је оптужује да је бацала новац. Јун-сил му у сузама каже да је пса купила малим делом своје отпремнине и планирала да остатак да Јун-ју како би он могао да постане професор. Шокиран, Јун-ју измишља нестале летке за псе и води их Хјун-наму, који му нуди помоћ, али он одустаје од потраге након што нико, чак ни домар који једе псе, изгледа да има Бебу.
Док кука због своје аљкавости на послу, Хјун-нам сазнаје да је старица умрла од шока због губитка свог пса, своје једине породице, и да је оставила писмо у коме је Хјун-нам завештала осушене ротквице које су још на крову. Када Хјун-нам оде по њих, она открива Бејби са бескућником, који ју је отео, пошто је желео псеће месо. Хјун-нам спасава пса, а човек је јури кроз стамбену зграду. Јанг-ми стиже и нокаутира бескућника, којег полиција хапси, а Хјун-нам враћа Бејби Јун-ју.
Хјун-нам гледа вести о несталим псима, али не види да се она помиње, због чега је избезумљена. Касније те ноћи, проналази пијаног Јун-ју на тротоару. Обузет кривицом након што је чуо да је добила отказ јер је проводила време у потрази за псима, он признаје да је он био човек кога је видела како баца Мин Пин са крова.
Нешто касније, Јун-ју је успео да постане професор, иако делује незадовољно, а Хјун-нам одлази на дуго очекивано пешачење по шуми са Јанг-ми.

## Пријем
На Ротен Томejtoс, филм има оцену од 87% на основу 15 рецензија, са просечном оценом 8,11/10. На Метакритику, филм има пондерисану просечну оцену од 66 од 100 на основу 8 критика критичара, што указује на „генерално повољне критике“.
Главна глумица Бе Дуна изјавила је 2019. да је филм садржао најупечатљивију сцену у њеној каријери, у којој је прогања бескућник по целом стамбеном комплексу.